# Gesetz über Arbeitnehmererfindungen
Das Gesetz über Arbeitnehmererfindungen ist ein bundesdeutsches Gesetz zum Arbeitnehmererfinderrecht, das die Thematik von Erfindungen und technischen Verbesserungsvorschlägen angestellter Erfinder regelt. Es löste zum 1. Oktober 1957 die sog. Göring-Speer-Verordnung ab.

## Überblick, Systematik
Wenn ein Angestellter eines Unternehmens eine Erfindung macht, geraten zwei Prinzipien in Konflikt:
- das arbeitsrechtliche Prinzip, wonach die Leistung des Arbeitnehmers mit seinem Gehalt abgegolten ist und weitergehende Ergebnisse dem Arbeitgeber zustehen, und
- das erfinderrechtliche Prinzip, wonach die Rechte an einer Erfindung beim Erfinder liegen.

Nach dem arbeitsrechtlichen Prinzip würden die Rechte an der Erfindung ausschließlich dem Arbeitgeber zustehen, nach dem erfinderrechtlichen ausschließlich dem Arbeitnehmer. Das Arbeitnehmererfindergesetz schafft hier einen Ausgleich, indem es
- dem Arbeitgeber die Rechte an der Erfindung einräumt und
- im Gegenzug dem angestellten Erfinder eine angemessene, vom Arbeitgeber zu zahlende Vergütung für die gemachte Erfindung einräumt.

Zur Ausgestaltung dieser Systematik trifft das Arbeitnehmererfindergesetz materiellrechtliche und verfahrensrechtliche Festlegungen.

## Regelungsfelder

### Anwendbarkeit
Allgemein gilt das ArbNErfG für subjektive Erfindungen eines Arbeitnehmers, die patent- oder gebrauchsmusterfähig sind, und, wenn die Schutzfähigkeit nicht gegeben ist, für bestimmte technische Verbesserungsvorschläge.

#### Persönlich
Arbeitnehmererfinderrecht gilt im Verhältnis zwischen Arbeitgeber und Arbeitnehmer. Allerdings ist die Arbeitnehmerdefnition nach Rechtsprechung zum ArbNErfG etwas anders als die im allgemeinen Arbeitsrecht. Leitende Angestellte unterliegen nicht dem Arbeitnehmererfinderrecht. Das ArbNErfG gilt auch für Beamte, Soldaten und Hochschulangestellte, wobei teilweise Sonderbestimmungen gelten, ohne allerdings die o. g. Systematik abzuändern. Das einstmals für Hochschullehrer geltende sog. Hochschullehrerprivileg wurde 2002 abgeschafft.

#### Sachlich
Vom Arbeitnehmererfinderrecht werden nur sog. Diensterfindungen der angestellten Erfinder erfasst.
Nicht erfasst sind Erfindungen, die ein Angestellter auf Gebieten abseits des Tätigkeitsfeldes des Arbeitgebers macht.

### Informations- und Mitwirkungspflichten
Arbeitgeber und Arbeitnehmer haben gegeneinander Informationspflichten und Mitwirkungspflichten, damit die verschiedenen beabsichtigten  Wirkungen eintreten und Maßnahmen getroffen werden können.
- Insbesondere muss der Arbeitnehmer eine Erfindung dem Arbeitgeber ausdrücklich, ausführlich, separat und in Textform melden (Wegfall des Schriftformerfordernisses mit der Reform des Arbeitnehmererfindergesetzes zum 1. Oktober 2009).[6]
- Der Arbeitnehmer muss den Arbeitgeber nötigenfalls beim Erwerb von Schutzrechten unterstützen[7].
- Wenn der Arbeitgeber im Inland oder im Ausland ein Schutzrecht nicht anmelden will, muss er die Erfindung dem Arbeitnehmererfinder freigeben, kann sich hierbei allerdings ein Benutzungsrecht vorbehalten.[8]
- Wenn der Arbeitgeber ein angemeldetes Schutzrecht aufgeben will, muss er dies dem beteiligten Arbeitnehmererfinder ausreichend lange vorher mitteilen, damit dieser entscheiden kann, ob er seinen Rückübertragungsanspruch ausüben will.[9]

Es gibt weitere Informations- und Mitwirkungspflichten.

### Rechteübergang, Folgerechte und -pflichten
Eine wesentliche Wirkung des Arbeitnehmererfindergesetzes ist es, dass es den Rechteübergang für die Rechte an der Erfindung vom Arbeitnehmererfinder auf den Arbeitgeber bewirken kann, im Gegenzug aber auch Folgerechte und -pflichten betreffend die Rechteverwaltung erzeugt.
- Wenn der Arbeitgeber die gemeldete Erfindung nicht freigibt, gehen die Rechte daran auf ihn über[10] und er ist dann zur Schutzrechtsanmeldung im Inland und im Ausland berechtigt und verpflichtet.[11]
- Wenn der Arbeitgeber nach dem Rechtsübergang die Erfindung im In- oder Ausland nicht anmelden will, muss er die Rechte dafür dem Arbeitnehmererfinder rechtzeitig freigeben, wobei sich der Arbeitgeber ein Benutzungsrecht vorbehalten kann.[9]
- Wenn der Arbeitgeber ein Schutzrecht aufgeben will, hat der Arbeitnehmererfinder einen Anspruch auf Rückübertragung, wobei sich der Arbeitgeber ein Benutzungsrecht vorbehalten kann.[9]

Es gibt weitere Bestimmungen zum Rechtemanagement.
Bis September 2009 war die Gestaltung des Rechtsübergangs vom Arbeitnehmererfinder auf den Arbeitgeber dahingehend geregelt, dass der Arbeitgeber die Inanspruchnahme der Rechte förmlich erklären musste. Seit Oktober 2009 gilt die Inanspruchnahme seitens des Arbeitgebers vier Monate nach Meldung der Erfindung als erklärt, es sei denn, der Arbeitgeber hätte die Erfindung freigegeben.

### Erfindervergütung
Eine weitere wesentliche Wirkung des Arbeitnehmererfindergesetzes ist es, dass es dem Arbeitnehmererfinder im Gegenzug zu den übergegangenen Rechten einen Anspruch auf angemessene Erfindervergütung zugesteht.
Zur Festsetzung der Arbeitnehmererfindervergütung  setzt das ArbNErfG zunächst auf vertragliche Regelungen, gibt für deren Bestimmung aber auch Richtlinien vor.

### Einschränkung der Vertragsfreiheit
Das Arbeitnehmererfinderrecht hat als Ideal eine einvernehmliche, d. h. vertragliche Regelung der Rechtsbeziehungen wegen der Diensterfindung zwischen Arbeitgeber und Arbeitnehmer vor Augen. Gleichwohl schränkt es die Vertragsfreiheit in zweierlei Hinsicht ein:
- Bestimmungen des ArbNErfG, etwa zum Rechtsübergang oder zur Arbeitnehmererfindervergütung, können nicht durch Pauschalvereinbarungen zu Gunsten des Arbeitgebers verändert werden, etwa im Arbeitsvertrag des Arbeitnehmers gleich zu Beginn des Arbeitsverhältnisses. Solche Vereinbarungen sind von Anfang an (ex tunc) unwirksam.[12] Zulässig sind aber Vereinbarungen im Einzelfall.

- Wenn sich eine Vereinbarung als „in erheblichem Maße unbillig“ für eine Vertragspartei erweist, kann diese von der anderen „ex nunc“ das Eingehen auf eine angemessene Vereinbarung verlangen.[13] Das, was „billig“ ist, ist die geforderte „angemessene Vergütung“.

### Streitregelung
Für die Regelung von Streitigkeiten zwischen dem Arbeitnehmer und dem Arbeitgeber wegen Arbeitnehmererfinderrecht erweitert das ArbNErfG die zur Verfügung stehenden Mechanismen.

#### Schiedsstelle
Das ArbNErfG schafft mit seinen §§ 28 bis 30 die sog. Schiedsstelle nach dem Gesetz über Arbeitnehmererfindungen.
Die Schiedsstelle ist ausschließlich für arbeitnehmererfinderrechtliche Fragen zuständig und hat es zum Ziel, die Parteien zu einer einvernehmlich vertraglichen Beilegung ihres Streits zu bewegen.

#### Zivilgericht
Auch die herkömmlichen Zivilgerichte können in arbeitnehmererfinderrechtlichen Streitigkeiten angerufen werden. Allerdings ist, von Ausnahmen abgesehen, die vorherige Anrufung der Schiedsstelle Zulässigkeitsvoraussetzung für eine zivilrechtliche Klage. Die Zuständigkeit für solche Klagen liegt ausschließlich bei den Patentstreitkammern der Landgerichte.

### Technische Verbesserungsvorschläge
Das ArbNErfG trifft auch Aussagen zu sog. technischen Verbesserungsvorschlägen. Im Sinne des ArbNErfG sind dies Vorschläge für  technische Neuerungen, die nicht patent- oder gebrauchsmusterfähig sind. Wenn diese dem Arbeitgeber eine ähnliche Vorzugsstellung gewähren wie ein gewerbliches Schutzrecht, hat der Arbeitnehmer gegen den Arbeitgeber einen Vergütungsanspruch wie für eine schutzfähige Erfindung.